# Oxalis viscosa
Oxalis viscosa är en harsyreväxtart som beskrevs av Ernst Meyer och Otto Wilhelm Sonder. Oxalis viscosa ingår i släktet oxalisar, och familjen harsyreväxter. Inga underarter finns listade i Catalogue of Life.